# Oskarshamns AIK
Der Oskarshamns Allmänna Idrottsklubb, in der Regel abgekürzt als Oskarshamns AIK ist ein Fußballverein aus Oskarshamn im Südosten Schwedens.

## Geschichte
Gegründet wurde der Verein 1924.
Teilnehmer an den Relegationsspielen gegen die 14. der Superettan 2018.

## Erfolge

### National
- 2. Platz Division 1 Södra (1): 2018